# Matej Kubš
Matej Kubš (ur. 26 maja 1988 w Bańskiej Bystrzycy) – słowacki siatkarz grający na pozycji libero i przyjmującego, reprezentant Słowacji. 

## Sukcesy klubowe
Puchar Słowacji:
- 2008, 2010, 2013[2], 2018, 2022[3]

Mistrzostwo Słowacji:
- 2009, 2011, 2013, 2016, 2017, 2018, 2021, 2022[4], 2024[5]
- 2008, 2010, 2012, 2015

MEVZA:
- 2017

## Sukcesy reprezentacyjne
Liga Europejska:
- 2011[6]